# Especiación alopátrica

Diferentes modos de especiación

Se conoce por especiación alopátrica o especiación alopátrida a la especiación causada básicamente por la presencia de una barrera geográfica (por ejemplo, una nueva cadena montañosa, continentes que se separan por tectónica de placas, una corriente de agua dulce que separa regiones costeras marinas) que impide el flujo genético entre poblaciones. Las dos poblaciones se desarrollan separadamente y, dado que es probable que estén sometidas a ambientes diferentes, evolucionan por caminos distintos. Estas diferencias pueden ser tales que los individuos de una de las poblaciones no puedan aparearse ni tener descendencia con los de la otra. Una vez alcanzado este punto se considera que se ha formado una nueva especie.
Durante mucho tiempo se consideró este esquema como el mecanismo de especiación más importante. En la actualidad se lo considera menos frecuente que los muchos mecanismos de especiación simpátrica (formación de especies sin aislamiento geográfico).

## Alopatría o aislamiento geográfico
La alopatría, o aislamiento geográfico es un término usado en el estudio de la evolución. Cuando parte de una población de una especie se aísla geográficamente del resto puede, con el tiempo, evolucionar con características diferentes de la población parental, debido a la acumulación de mutaciones y a la selección natural. Este fenómeno es particularmente importante cuando la población aislada es pequeña, debido a la deriva genética (por ejemplo, al efecto fundador), o si la población se aísla en un ambiente que le provoca nuevas demandas. Muchos investigadores han mostrado que esta es la mayor razón de por qué hay tantas y diferentes especies en el mundo.
Si hay suficiente diferenciación genética durante el periodo de alopatría, si las barreras geográficas desaparecen (quizás por una actividad humana), los miembros de las dos subpoblaciones serían incapaces de cruzarse con éxito entre ellos. A ese punto, habría emergido una nueva especie. Así, el aislamiento geográfico es un factor clave en la especiación, la formación de nuevas especies (también llamada especiación alopátrica). Sin embargo, es más común que la diferenciación no sea suficiente para que se pierda la interfertilidad; en ese caso las subpoblaciones serían solo subespecies.

### Ejemplos
Consideremos una población inicial, cuyos individuos pueden aparearse sin restricciones. Esta población se separa en dos (o más) mediante una barrera geográfica (por ejemplo, una nueva cadena montañosa, continentes que se separan por deriva continental, una corriente de agua dulce que separa regiones costeras marinas). Las dos poblaciones se desarrollan separadamente, y dado que es probable que estén sometidas a ambientes diferentes evolucionan por caminos diferentes. Estas diferencias pueden ser tales que los individuos de una de las poblaciones no puedan aparearse ni tener descendencia con los de la otra. Una vez alcanzado este punto se considera que se ha formado nuevas especies.

Durante mucho tiempo se consideró este esquema como el mecanismo de especiación más importante. En la actualidad se lo considera menos frecuente que los muchos mecanismos de especiación simpátrica (formación de especies sin aislamiento geográfico).
El elefante africano, por ejemplo ha sido siempre visto como una sola especie. Debido a diferencias morfológicas y de ADN algunos científicos clasifican a los elefantes dentro de tres subespecies. Investigadores de la Universidad de California (UCSD) han argumentado que la divergencia debida al aislamiento geográfico ha ido más allá, y que los elefantes de África Occidental deberían ser considerados como una especie separada de los de sabana de África Central, del este y del sur, o de los elefantes de bosques de África central.
Otros casos apuntados de dos poblaciones muy distintas morfológicamente, y nativas de diferentes continentes, han sido clasificadas como especies diferentes; pero cuando miembros de una especie se introducen dentro del área de distribución de la otra, puede cruzarse, mostrando que en realidad son solo subespecies geográficamente aisladas. Este es el caso del ánade real (Anas platyrhynchos); cuando fue introducido en Nueva Zelanda se cruzó libremente con la especie nativa Anas superciliosa, que había sido clasificada como una especie separada; y sigue la controversia sobre si su estatus específico debe cambiarse.

## Patrones de especiación alopátrica
Existen dos grandes patrones de especiación alopátrica, ambos modelos propuestos por Ernst Mayr:
- Especiación dicopátrica o por vicarianza
- Especiación peripátrica o por dispersión

### Especiación dicopátrica o vicariante
La especiación alopátrica puede ocurrir cuando una especie se subdivide en dos grandes poblaciones (especiación dicopátrica o vicariante) por ejemplo como resultado de la tectónica de placas, la inundación por cambios en el nivel del mar u otros eventos geológicos. Debido a que la selección natural es una fuerza evolutiva poderosa en grandes poblaciones, la adaptación evolutiva probablemente causa los cambios genéticos que resultan en el aislamiento reproductivo en la especiación vicariante.

### Especiación peripátrica
Este modelo implica la separación de una pequeña población de otra mayor, por ejemplo, con la finalidad de colonizar un nuevo ambiente (efecto fundador) y permanecer aislada de la población mayor. Con el tiempo se logra una divergencia genética y/o morfológica que derive en una nueva especie. Aunque para muchos no existe una diferencia clara entre especiación vicariante y peripátrica, los defensores de esta última, afirman que la constitución de una pequeña población implica la posibilidad de fluctuaciones bruscas en las frecuencias génicas (deriva genética al azar), que creen nuevos arreglos en función del acervo genético disponible y las presiones selectivas (selección natural) que conduzcan o direccionen el proceso. Esta situación se refuerza con el aislamiento al que se ven sometidas las poblaciones, producto de procesos de colonización a diferentes ambientes como una estrategia fundamentalmente de dispersión de la población. Es por ello que la especiación peripátrida también es conocida como especiación por efecto fundador. Los cientos de especies de Drosophila (moscas muy pequeñas) existentes en las islas Hawái son un clásico ejemplo de especiación peripátrica, ya que se piensa que estas especies se formaron rápidamente como producto de un proceso de colonización de una isla a otra. Pese a todo ello, el concepto de especiación por efecto fundador sigue siendo controvertido.

### Vicarianza
El concepto se aplica a los taxones, comúnmente a nivel de género, subfamilia y familia, que tras sufrir aislamiento o confinamiento geográfico han evolucionado independientemente, pero conservando su categoría sistemática. En estos casos, siempre se infiere una pretérita distribución amplia de un grupo que actualmente está presente solo en una pequeña o restringida área geográfica, básicamente como un ente biológico "testigo". Se excluye para este caso, cualquier fenómeno de recolonización o radiación evolutiva de grupos que se supongan temporalmente confinados dentro de algún período geológico. Se incluyen los géneros monotípicos cuya relación geográfica con un grupo fundador de una familia sea inferida, o por la antigüedad o ancestralidad determinada en estudios filogenéticos mediante DNA. Ejemplos de vicarianza corresponden al tapir, distribuidos en América del Sur y el archipiélago Malayo (una pequeña región de Asia), a Callopistes, género de la familia Teiidae de Sudamérica, etc.